# Office des brevets

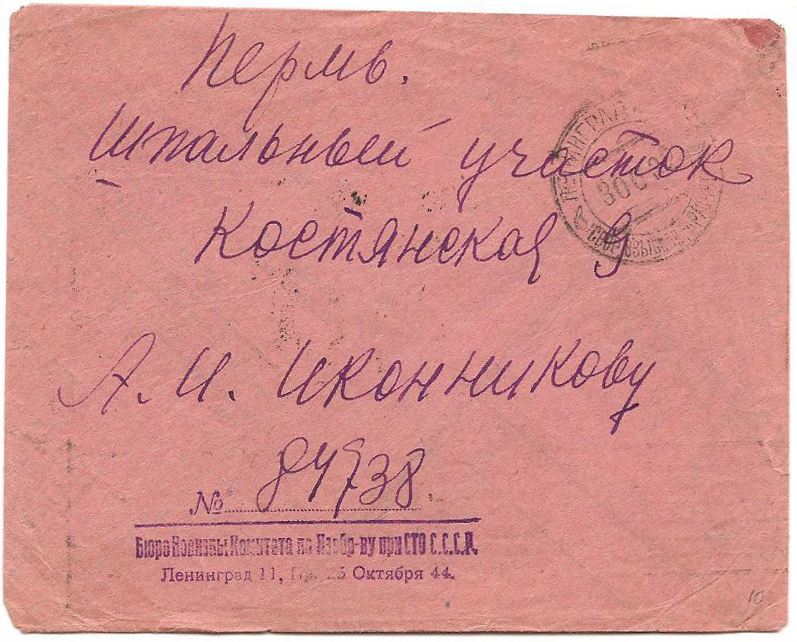
Un brevet

Un office des brevets est une organisation gouvernementale ou intergouvernementale qui contrôle la délivrance des brevets.

## Liste d'offices des brevets
Les entrées indiquées en italique sont des offices de brevets régionaux ou internationaux.
- Organisation régionale africaine de la propriété intellectuelle (ARIPO)
- Office allemand des brevets (DPMA)
- Institut Fédéral de la Propriété Intellectuelle (IGE)
- Institut National de la Propriété Industrielle, France (INPI)
- Office japonais des brevets (JPO)
- Organisation Africaine de la Propriété Intellectuelle (OAPI)
- Organisation eurasienne des brevets (OEAB)
- Office européen des brevets (OEB)
- Office de la propriété intellectuelle du Canada (OPIC)
- Office des brevets et des marques des États-Unis (USPTO)
- Office Benelux de la propriété intellectuelle (OBPI)

## Voir également
- Demande de brevet
- Conseil en propriété industrielle
- Convention sur le brevet européen
- Droit des brevets
- Droit de la propriété industrielle
- Organisation mondiale de la propriété intellectuelle